# Racemizare
Racemizarea reprezintă transformarea parțială a unei substanțe optic active în antipodul său până la obținerea unui amestec echimolecular al celor doi antipozi (racemic).
Procesul poate avea loc numai la substanțele care conțin la atomul de carbon asimetric un atom de hidrogen și una sau mai multe grupări activante, de exemplu: - CO, - COOR, - COOH, - SO3H.